# Ateles marginatus
Ateles marginatus là một loài động vật có vú trong họ Atelidae, bộ Linh trưởng. Loài này được É. Geoffroy mô tả năm 1809.

## Hình ảnh

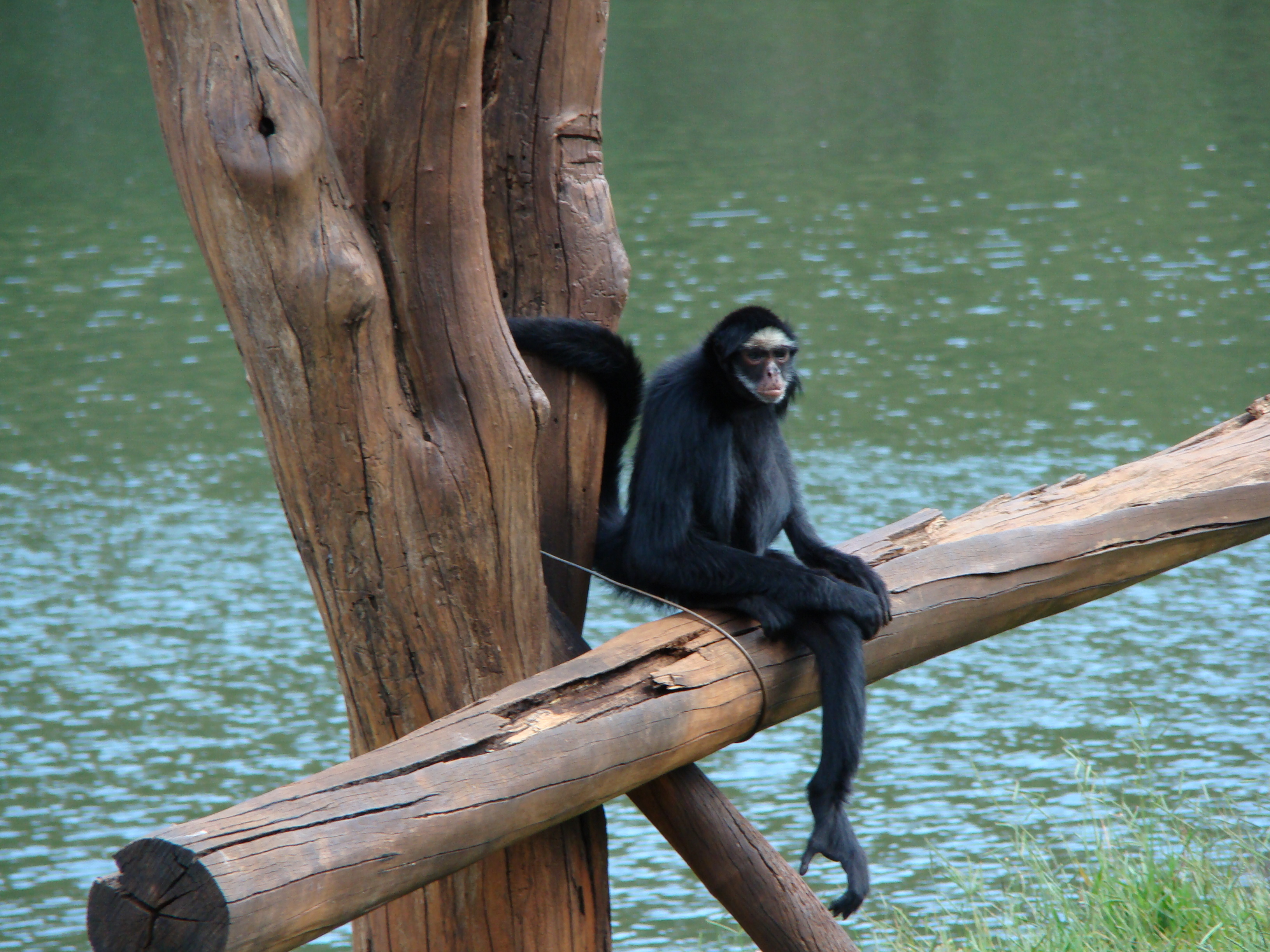
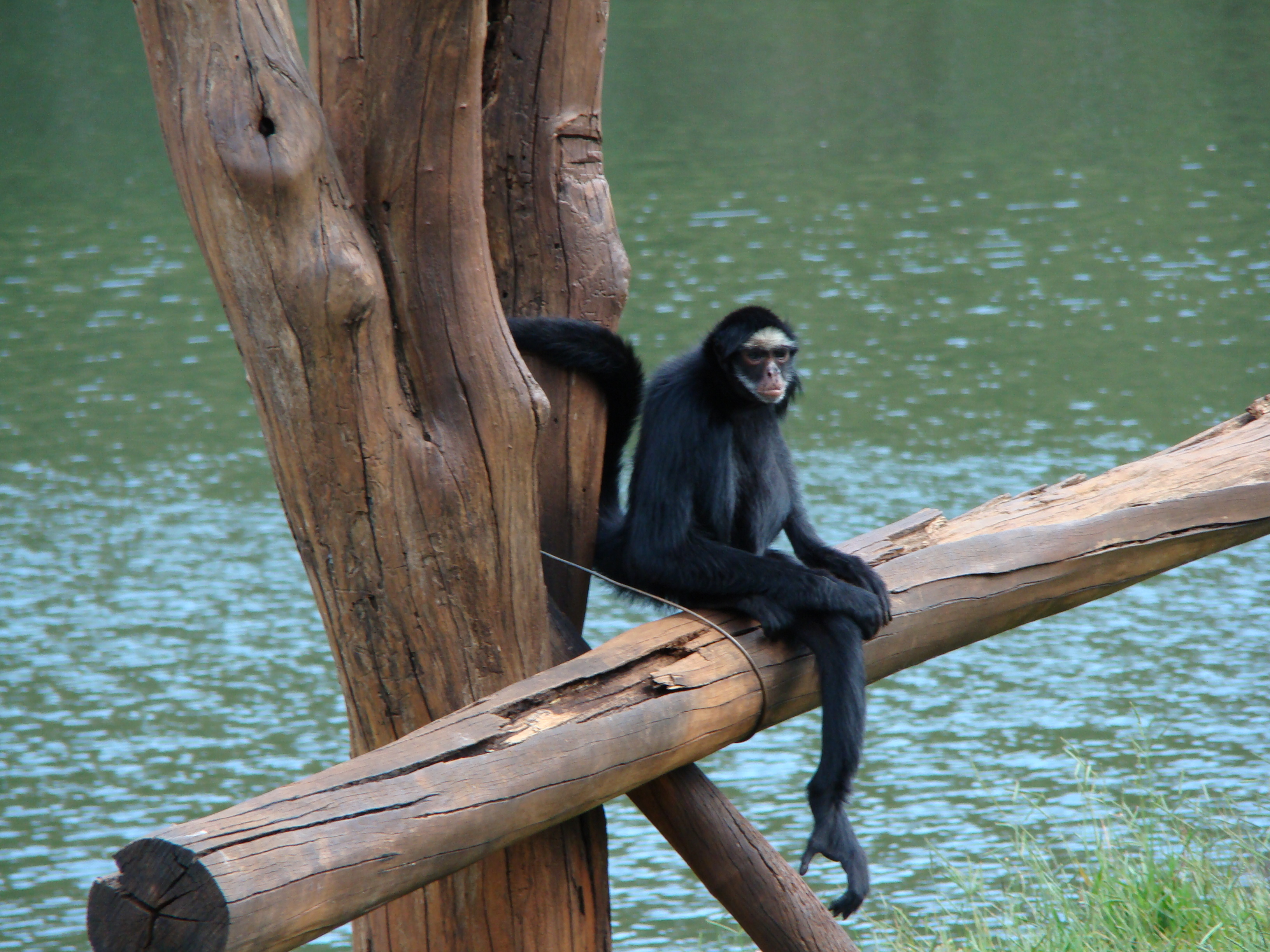
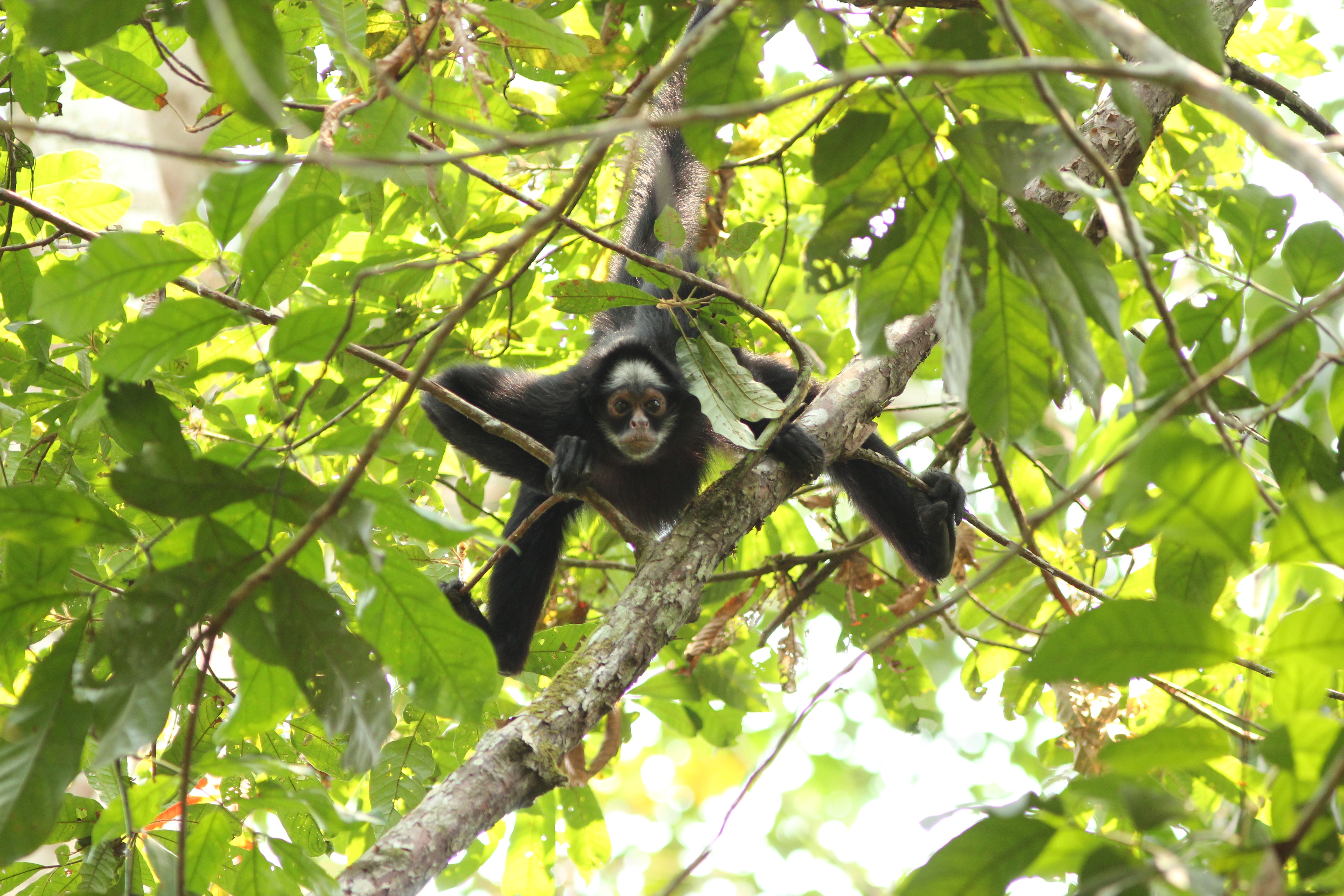
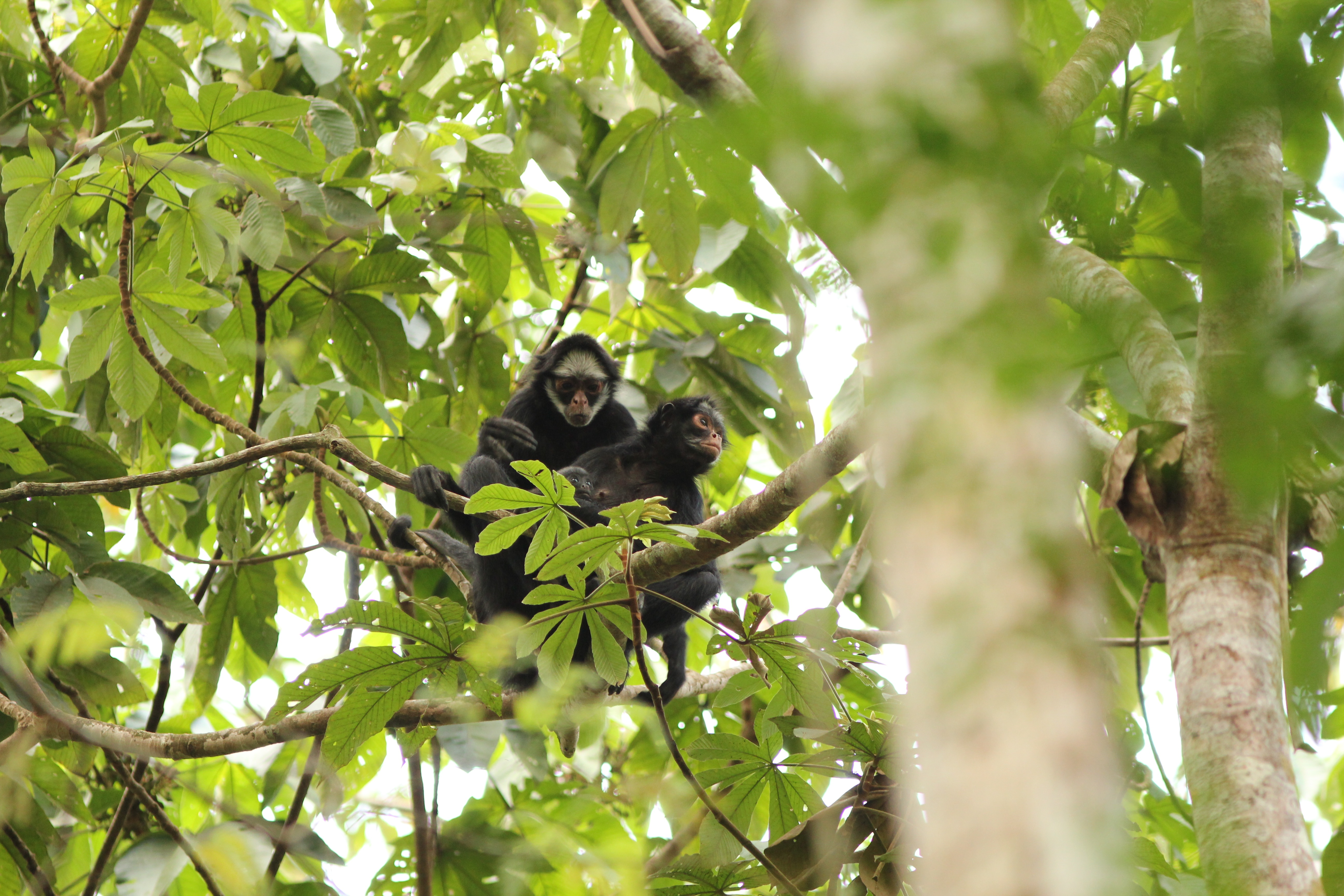